# Lawrence Teeter
Lawrence Teeter (Los Ángeles, 12 de diciembre de 1948-Conchitas, 31 de julio de 2005). fue un abogado estadounidense, conocido por ser el abogado de Sirhan Sirhan, el hombre condenado por asesinar a Robert Kennedy. Teeter murió en Conchitas, México de un linfoma avanzado.
Teeter firmó como abogado de Sirhan en 1994 y en repetidas ocasiones intentó conseguir un nuevo juicio para su cliente con el fin de limpiar su nombre. Sin embargo, no lo logró hasta su muerte.
En diciembre de 1998 Teeter, reclamó un nuevo juicio para Sirhan que fundamentó en distintos indicios. Uno de ellos fue la autopsia, retenida por la Fiscalía durante el juicio, la cual muestra que el tiro fatal vino desde detrás del senador y disparado al menos a sólo 2,5 cm de distancia y lo máximo a 7,5 cm. Sirhan estaba cara a cara con Kennedy y el arma en su mano a una distancia entre 40 cm a 1,5 m del ya candidato favorito para las elecciones de la presidencia. Posteriores investigaciones arrojan que había más huecos de bala en el marco de una puerta en la escena del crimen, que los tiros disparados por el arma de Sirhan, lo cual da pie a la sospecha de que hubo más de un tirador. El marco en cuestión fue destruido como lo fue una segunda arma que se ocupó por la policía de Los Ángeles. Se alegó que hubo una orden judicial, pero la Defensa no tuvo noticias del hecho.
Además, un guardia de seguridad nada simpatizante de Kennedy admitió que se encontraba de pie en contacto directo con la espalda del Senador y que se agachó cuando sonaron los tiros y extrajo su revólver. Un testigo ignorado por la policía —dijo el letrado— declaró que vio disparar al guardia. Nunca se examinó su arma, a pesar de que la autopsia reveló también cómo “las perforaciones en el cuerpo describen un ángulo hacia arriba, como si hubiera sido disparada desde abajo”. En aquel mismo instante, el fotógrafo Jaime Scott Enyert fue bruscamente acometido y arrestado a punta de pistolas. Su cámara con las fotos fue incautada.
Además del caso de Sirhan, Teeter también manejó otros casos, sin cobrar honorarios por muchos de ellos. En 1982, Teeter defendió sin éxito a Norma Jean Almodóvar de una pena de prisión estatal de tres años por proxenetismo, argumentando que la ley de 1982 que especificaba la sentencia era inconstitucional, un argumento que fue rechazado por el Tribunal de Apelaciones del Segundo Distrito de California. En 2002, ayudó a un grupo a presentar oposición legal a un rediseño planeado del Hollywood Bowl de Los Ángeles. Sin embargo, el rediseño continuó y el Bowl fue reabierto en 2004.
Falleció en México el 31 de julio de 2005, de un linfoma avanzado.